# Pérez Art Museum de Miami
El Pérez Art Museum (PAMM) és un museu d'art modern i contemporani situat al centre de Miami. Dedica les col·leccions i les exposicions a l'art internacional del segle XX i del segle xxi.

## Història
Fundat el 1984 com a Center for the Fine Arts, es va conèixer com a Miami Art Museum (MAM) des de 1996 fins que es va canviar el seu nom actual el 2013 després de la inauguració del nou edifici dissenyat per Herzog & de Meuron al nº 1103 de Biscayne Boulevard.

## Incident amb l'obra de Ai Weiwei
El febrer de 2014 una gerra de l'artista xinès Ai Weiwei, fou esmicolada per un artista de Miami com acte de protesta per l'absència d'artistes locals en aquest centre. L'obra formava part de les setze de la col·lecció "Coloured Vases", peces molt antigues de la dinastia Han i cobertes amb pintura industrial pel pròpi artista xinès, estava valorada en un milió de dolars.